# فرانك كوغان
فرانك كوغان (بالإنجليزية: Frank Cogan)‏ هو لاعب كرة القدم الغالية أيرلندي، ولد في 1944 في كورك في جمهورية أيرلندا.